# At Ratso’s
At Ratso’s — концертный альбом в двух частях американской певицы Кармен Макрей, выпущенный после её смерти в 2002 году на лейбле Hitchcock Media Records. В альбоме представлена запись выступлений Макрей 1976 года в ныне несуществующем клубе At Ratso’s в Чикаго. Аккомпанировало певице трио, куда входили пианист Маршалл Отвелл, басист Эд Беннетт и молодой барабанщик Джоуи Барон.

## Отзывы критиков
| Оценки критиков               | Оценки критиков |
| Источник                      | Оценка          |
| ----------------------------- | --------------- |
| AllMusic                      | ·               |
| Encyclopedia of Popular Music | [ 4 ]           |

Дейв Натан из AllMusic так описывает исполнение Макрей: «Она была на пике своей формы. Она применяет свой неподражаемый и сразу узнаваемый дымчатый тембр к списку воспроизведения в основном знакомых мелодий. На Макрей оказали влияние мастера бопа своего времени, и она без колебаний придает своим предложениям бопповский оттенок. Но больше всего её отличает глубокое уважение к текстам песен, которое часто отличает её от современников. Её фразировка была разработана таким образом, чтобы истинное послание каждой песни, дополненное соответствующим эмоциональным акцентом, никогда не было двусмысленным или расплывчатым. Когда Макрей исполняла песню, вы точно знали, что передает её интерпретация слов. И ей не нужно было полагаться на какую-либо вокальную гимнастику или другие трюки. Её безупречная, прямолинейная подача — это все, что было необходимо, чтобы создать мелодию и продемонстрировать ее значительный талант. Такие исполнения, как „I Am Music“ (которую она записала всего год назад) и „You and I“, являются примерами такого уникального подхода к песне. Динамичная „Them There Eyes“ с её удлиненными фразировками — жемчужина из набора, наполненного драгоценным материалом».
Комментируя вторую часть он написал: «Темп — одно из немногих различий между двумя томами. В этом томе преобладают более быстрые каденции, чем в первом. Макрей считала себя в некотором роде комедийной актрисой, и на этом диске есть кое-что из того, что пытается быть смешным. К счастью, ей не нужно было полагаться на свои комические способности, чтобы держать аудиторию в руках. Но ей было весело».

## Список композиций

### Volume 1
1. «Music» (Джеймс Тейлор) — 3:45
2. «You And I» (Стиви Уандер) — 4:59
3. «Elusive Butterfly» (Боб Линд) — 2:58
4. «Lost Up in Loving You» (Кенни Рэнкин, Ивонн Рэнкин, Уилл Смит) — 4:25
5. «Hey John» (Блоссом Дири) — 2:52
6. «All by Myself» (Эрик Кармен) — 6:56
7. «A Letter for Anna Lee» (Бенард Игнер) — 5:28
8. «Ellington Medley: Satin Doll, Mood Indigo, I Didn’t Know About You, It Don’t Mean a Thing» (Барни Бигард, Дюк Эллингтон, Джонни Мерсер, Ирвинг Миллс, Боб Расселл, Билли Стрейхорн) — 12:49
9. «Would You Believe» (Рэнди Калифорния, Сай Коулман, Джеймс Липтон) — 4:51
10. «Them There Eyes» (Масео Пинкард, Дорис Таубер, Уильям Трейси) — 1:58
11. «Dindi» (Рэй Гилберт, Антониу Карлос Жобин) — 4:09
12. «I Am Music» (Хельса Палао) — 4:22
13. «Play Off» — 1:21

### Volume 2
1. «You Know Who You Are» (Бенард Игнер) — 5:16
2. «Just a Little Lovin'» (Барри Манн, Синтия Вайль) — 7:07
3. «Paint Your Pretty Picture with a Song» (Билл Уизерс) — 7:24
4. «Pardon Me (Haven’t We Met)» (Рут Батчелор, Кенни Рэнкин) — 1:54
5. «My Old Flame» (Сэм Кослоу, Артур Джонстон) — 3:01
6. «Sunday» (Честер Конн, Бенни Крюгер, Нед Миллер, Джул Стайн) — 6:44
7. «I Have the Feeling, I’ve Been Here Before» (Алан Бергман, Мэрилин Бергман, Роджер Келлауэй) — 5:59
8. «Ballad of Thelonius Monk» (Джимми Роулз) — 3:24
9. «Tain’t Nobody’s Business» (Портер Грейнджер, Роберт Принс, Кларенс Уильямс) — 5:30
10. «Band Introduction» — 1:00
11. «Like a Lover» (Алан Бергман, Мэрилин Бергман, Дори Каймми, Нельсон Мотта) — 5:53
12. «Guess Who I Saw Today» (Элисс Бойд, Мюррей Гранд) — 3:24
13. «For Once in My Life» (Рон Миллер, Орландо Мерден) — 2:59
14. «Play-Off» — 0:43

## Участники записи
- Кармен Макрей — вокал
- Эд Беннетт — бас-гитара
- Джоуи Бэрон — ударные
- Маршалл Отуэлл — фортепиано